# Вавак, Мило фон
Мило фон Вавак (нем. Milo von Wawak, имя при рождении Богумил, чеш. Bohumil; 31 декабря 1903, Прага — 6 июля 1978, Вена) — австрийский дирижёр и пианист.
Сын драгунского офицера. Учился музыке частным образом у Франца Шмидта и Ойгена Томаса, в 1928 г. сдал экзамен по дирижированию в Венской консерватории. С 1924 г. дирижировал церковным хором в венском пригороде Дорнбах (ныне в составе района Хернальс). В конце 1920-х гг. дирижировал летними концертами Венского симфонического оркестра в парке Бурггартен, был дирижёром Нового венского театра. В начале 1930-х гг. корепетитор в Эссене, затем второй дирижёр городского театра в Майссене. В середине 1930-х гг. корепетитор Венского певческого общества, затем возглавлял хор Баховского общества в Братиславе.
В 1938—1943 гг. корепетитор оперного класса Венской городской консерватории, одновременно в 1940—1942 гг. первый капельмейстер Венского хора мальчиков, в 1940—1943 гг. дирижёр любительского Академического оркестра, в 1941—1943 гг. дирижёр Венской народной оперы и Женского симфонического оркестра рейхсгау Вена. В марте 1943 года призван в вермахт, состоял на военной службе до 8 мая 1945 г. По окончании Второй мировой войны в 1946—1948 гг. главный дирижёр Тонкюнстлероркестра. В 1949—1951 гг. корепетитор Венской музыкальной академии. Затем спорадически выступал как приглашённый дирижёр и пианист-аккомпаниатор.